# Cormocephalus inermis
Cormocephalus inermis är en mångfotingart som först beskrevs av Kraepelin 1916.  Cormocephalus inermis ingår i släktet Cormocephalus och familjen Scolopendridae. Inga underarter finns listade i Catalogue of Life.